# 默多克 (明尼蘇達州)
默多克（英語：Murdock）是一個位於美國明尼蘇達州斯威夫特縣的城市。

## 歷史
默多克於1881年成立，同年升格為城市，得名自其建立者S·S·默多克（S. S. Murdock）。默多克的郵局自1878年營運至今。

## 人口
根據2020年美國人口普查的數據，默多克的面積為1.61平方千米，皆為陸地。當地共有人口306人，而人口密度為每平方千米190人。